# Jarošov (district de Svitavy)
Jarošov est une commune du district de Svitavy, dans la région de Pardubice, en République tchèque. Sa population s'élevait à 175 habitants en 2024. 

## Géographie
Jarošov se trouve à 15 km au sud de Vysoké Mýto, à 24 km au nord-ouest de Svitavy, à 36 km au sud-est de Pardubice et à 127 km à l'est-sud-est de Prague.
La commune est limitée par Nová Ves u Jarošova au nord, par Chotěnov à l'est, par Budislav au sud, et par Proseč et Bor u Skutče à l'ouest.

## Histoire
La première mention écrite du village date de 1368.

## Galerie

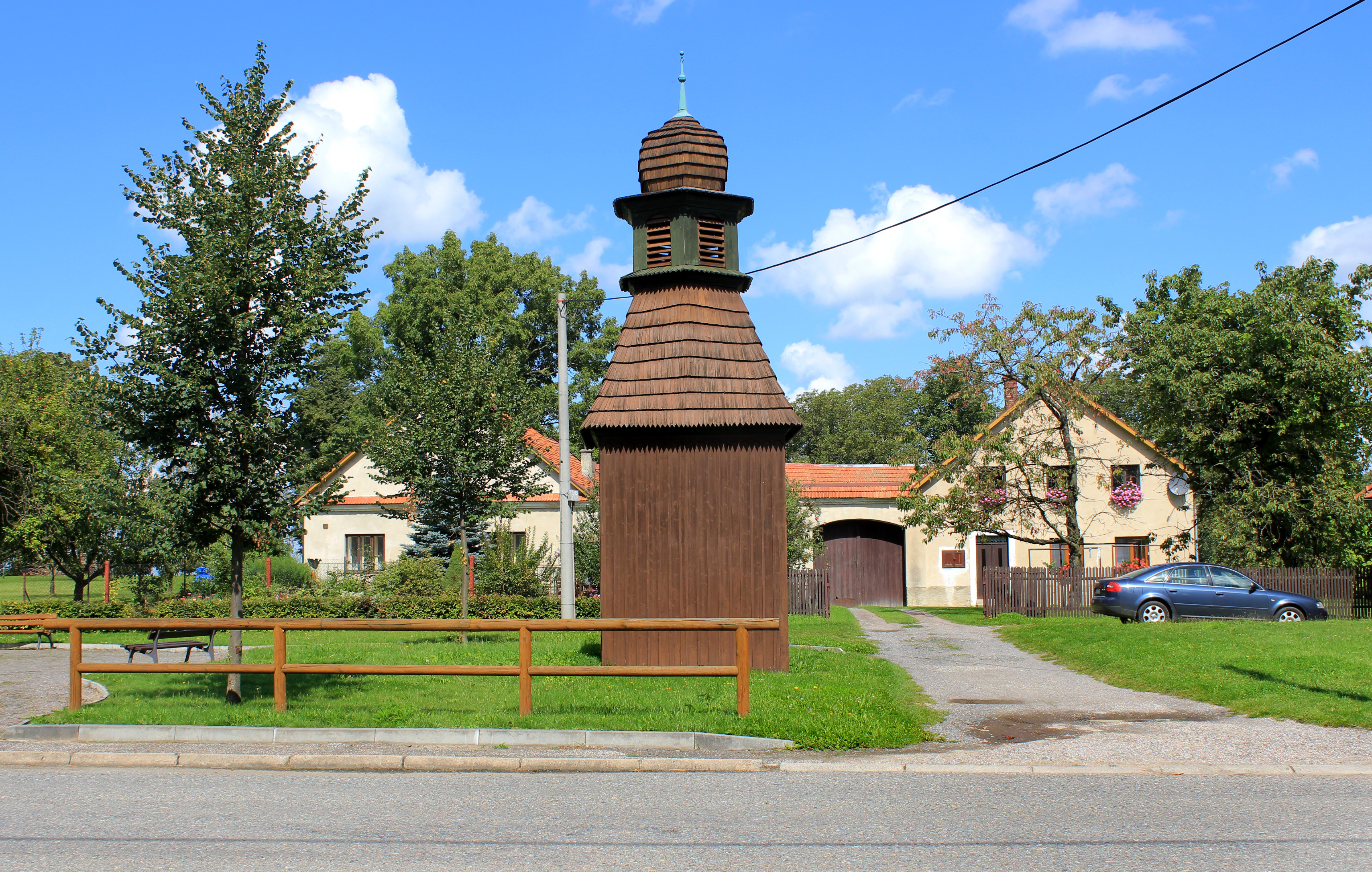
Clocher-tour en bois.
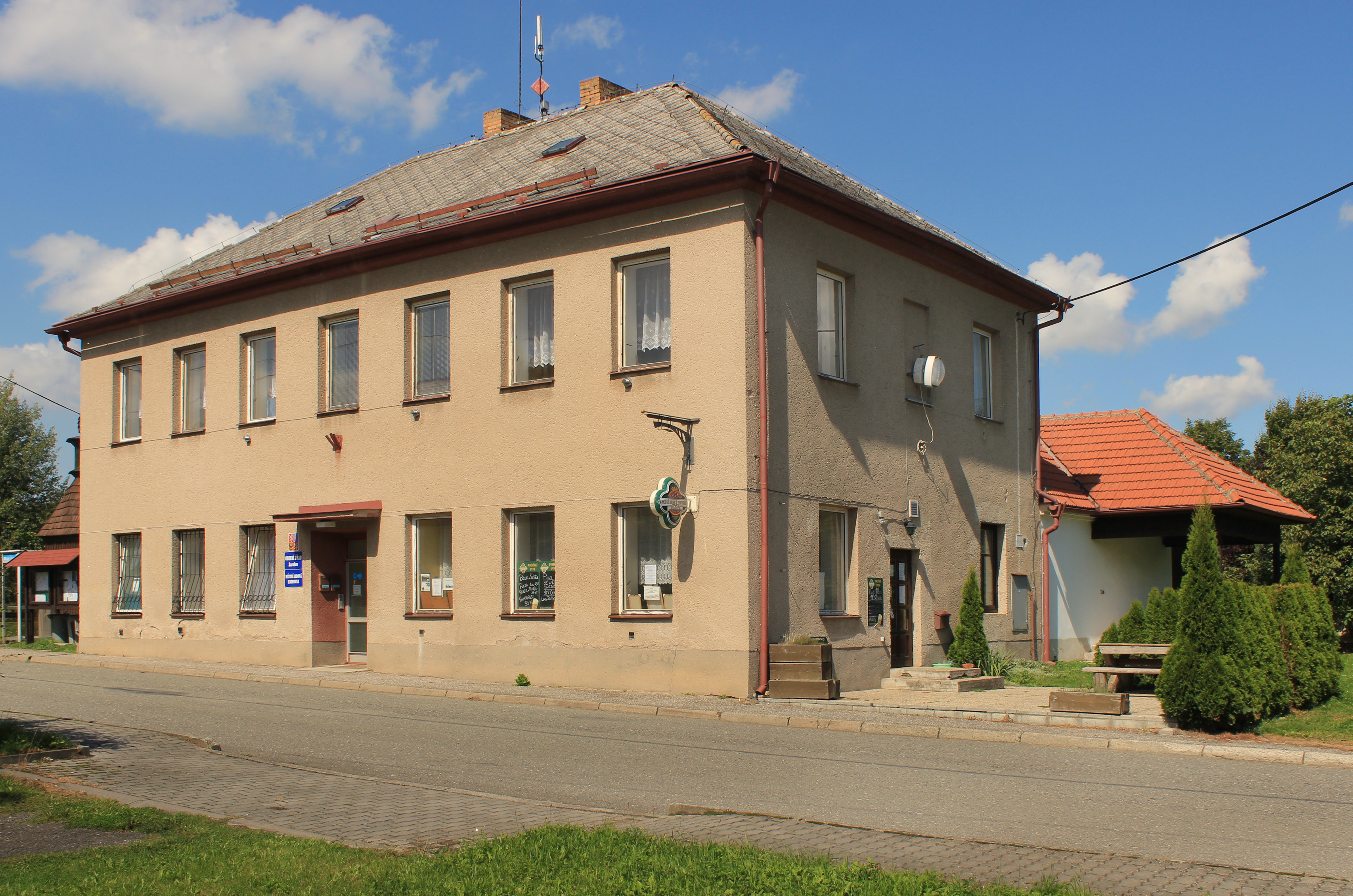
Jarošov : la mairie.

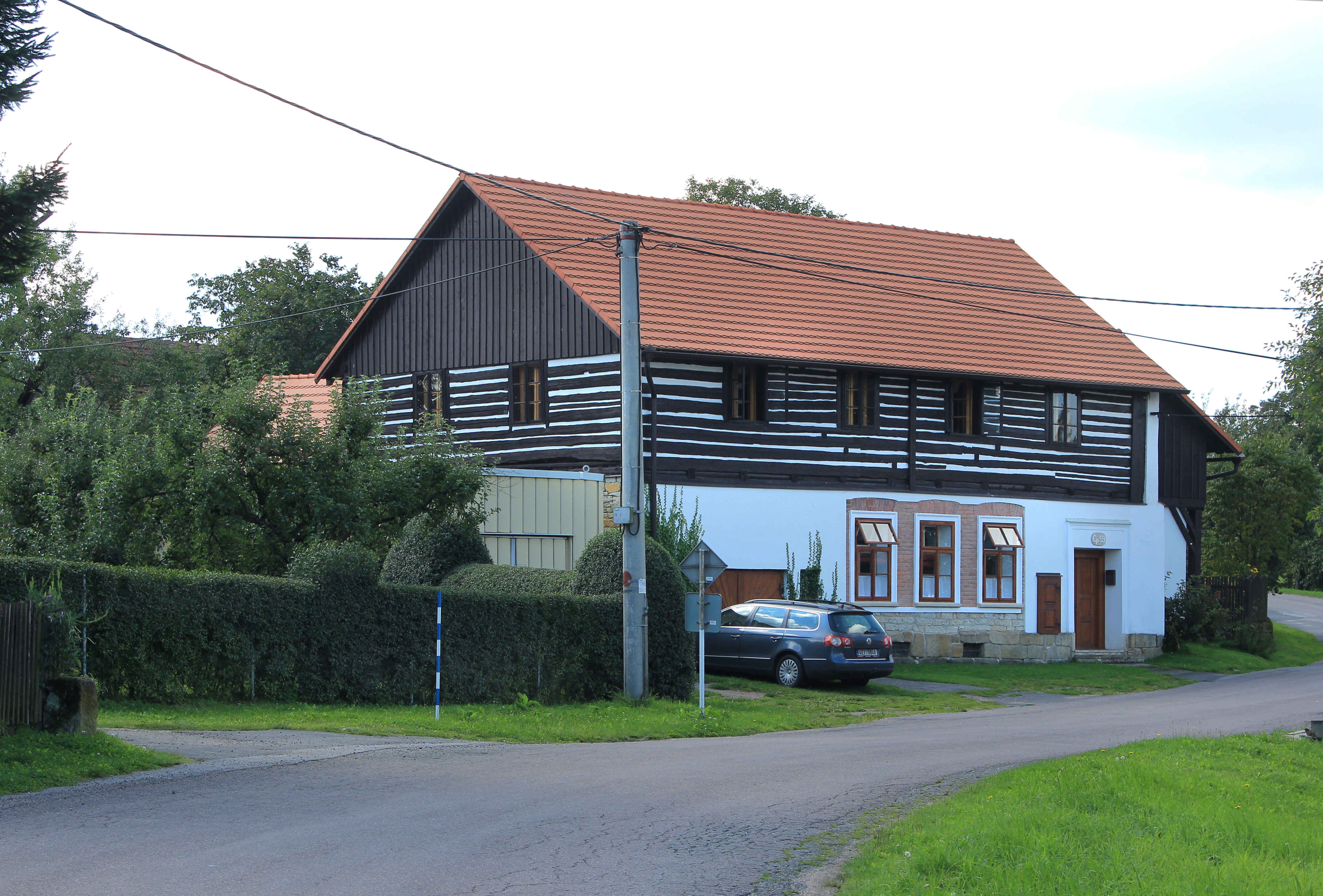
Maison à Jarošov.

## Transports
Par la route, Jarošov se trouve à 17 km de Litomyšl, à 34 km de Svitavy, à 49 km de Pardubice et à 165 km de Prague. 